# Henry Morgenthau (hijo)
Henry Morgenthau, Jr. (11 de mayo de 1891, Nueva York, Estados Unidos - Ibídem, 6 de febrero de 1967) fue el Secretario del Tesoro de los Estados Unidos durante la administración de Franklin D. Roosevelt. Él tuvo un papel importante en el diseño y la financiación New Deal. Después en 1937, mientras todavía estaba a cargo de la Tesorería, tuvo un papel central en la financiación de la participación de EE. UU. en la Segunda Guerra Mundial. También tuvo una participación más sobresaliente en la configuración de la política exterior, especialmente con respecto a Ley de Préstamo y Arriendo, apoyando a China, ayudando a los refugiados judíos, y (en el "Plan Morgenthau") la prevención Alemania de ser nunca más una amenaza militar.

## Primeros años de vida
Morgenthau nació en una familia judía de la ciudad de Nueva York, hijo de the Henry Morgenthau, Sr., un magnate inmobiliario y diplomático, y Josephine Sykes. Él tuvo tres hermanas. Asistió a la preparatoria, después estudió arquitectura y agricultura en  Universidad Cornell. En 1913, él se hizo amigo de Franklin y Eleanor Roosevelt. Morgenthau operó en una granja cerca de la finca de Roosevelt en el estado de Nueva York, que se especializa en el cultivo de árboles de Navidad. Él estaba preocupado por la angustia entre los agricultores, que constituía más de la cuarta parte de la población. En 1922 se hizo cargo de la revista Agricultor Americano, por lo que es una voz para la recuperación, conservación y agricultura científica.  En 1929, Roosevelt, como Gobernador de Nueva York, lo nombró presidente del Comité Consultivo Agrícola del Estado de Nueva York y de la Comisión de Conservación del Estado.

## New Deal
En 1933, Roosevelt se convierte en presidente y designó a Morgenthau gobernador de la Junta Federal de la Granja. Morgenthau estaba implicado en las decisiones monetarias. Roosevelt adoptó la idea de aumentar el precio del oro para inflar la moneda y revertir la deflación debilitante de los precios. La idea surgió de la profesora George Warren de la Universidad de Cornell. Cuando Roosevelt dijo a Morgenthau que estaba pensando en elevar el precio del oro por 21 centavos de dólar, su séquito le preguntó por qué. "Es un número de la suerte", dijo Roosevelt. "Debido a que es tres veces siete." Como Morgenthau escribió más tarde: "Si alguien sabía cómo realmente fijamos el precio del oro a través de una combinación de números de la suerte, etc, creo que estarían asustados."
En 1934, cuando William H. Woodin renunció por razones de su salud, Roosevelt nombró a Morgenthau Secretario de Hacienda (un acto que enfureció a los conservador). Morgenthau fue un economista ortodoxo que se oponía a la economía keynesiana, también desaprobaba algunos elementos de Roosevelt en el New Deal. Para la financiación de la Segunda Guerra Mundial, se inició un elaborado sistema de comercialización con Bonos de Ahorro “Serie E de EE.UU.”
Al proteger el New Deal, in 1934, el presidente Franklin D. Roosevelt pide a Morgenthau examinar los impuestos de William Randolph Hearst porque FDR era " "aconsejado que Hearst tenía previsto utilizar sus periódicos para lanzar un gran ataque contra el New Deal y sus políticas económicas.."  El secretario del Tesoro Morgenthau explicó que examinó los impuestos de William Randolph Hearst y de la actriz Marion Davies y "aconsejó a FDR para montar un ataque preventivo contra de ella y de Hearst."
La Gran Depresión y su desempleo creciente eran foco primario de Morgenthau. Y después de casi dos períodos durante Roosevelt, Morgenthau evaluó el esfuerzo federal para aliviar las condiciones económicas, al proclamar: "Hemos tratado de gastar dinero. Estamos gastando más de lo que hemos pasado antes y no funciona.... Después de ocho años de esta administración que tienen tanto el desempleo como cuando empezamos... y ¡una deuda enorme para arrancar!" Indeed, the unemployment rate for 1939 was higher than the unemployment rate for 1931, but lower than 1932.

## Campaña contra la corrupción
Morgenthau usó su posición como jefe del Tesoro para investigar el crimen organizado y la corrupción gubernamental. La inteligencia del Tesoro y otros organismos fueron descoordinados en sus esfuerzos, los esfuerzos para crear una agencia de súper se estancaron por J. Edgar Hoover, que temía a su FBI sería eclipsado. Morgenthau creó un coordinador para las agencias del Tesoro, aunque el coordinador no podía controlarlos, podía moverlos a algún tipo de cooperación.
El exjefe de investigación criminal Elmer Lincoln Irey del IRS, que había dirigido importantes investigaciones, incluyendo el enjuiciamiento de Al Capone, asumió el cargo en 1937. Las investigaciones sobre la corrupción oficial causaron la caída del jefe político Thomas Pendergast  "Big Tom" Pendergast de Kansas. Un tiroteo relacionado con la mafia y la corrupción oficial masiva dieron lugar a investigaciones exitosas contra Pendergast y el jefe local de la mafia Charles Carrollo. Otros funcionarios - así como gánsteres, en algunos casos raros - fueron condenados a causa de las investigaciones de Morgenthau.

## Responsabilidad Fiscal
Morgenthau creía en los presupuestos equilibrados, moneda estable, la reducción de la deuda nacional, y la necesidad de una mayor inversión privada . La Ley de Wagner  con respecto a los sindicatos cumplen el requisito de Morgenthau porque fortalece la base política del partido y no implicaba nuevos gastos . Morgenthau aceptó el presupuesto doble de Roosevelt como legítimo - es decir, un presupuesto ordinario equilibrada, y un presupuesto de "emergencia" para las agencias , como la Administración del Progreso de Trabajos (APT) , Administración de Obras Públicas (AOP ) y Cuerpo de Conservación Civil (CCC) , que sería temporal hasta la recuperación total estaba a la mano . Luchó contra el bono de los veteranos hasta que el Congreso finalmente anuló el veto de Roosevelt y dio fuera de $ 2.2 mil millones en 1936. En el 1937 "La depresión dentro de la Depresión", Morgenthau fue incapaz de persuadir a Roosevelt para que desista de continuar el gasto deficitario. Roosevelt continuó presionando por un mayor gasto , y Morgenthau promovió un presupuesto equilibrado. En 1937, sin embargo, Morgenthau convence a Roosevelt para centrarse finalmente en equilibrar el presupuesto a través de importantes recortes de gastos y aumentos de impuestos; los economistas keynesianos han argumentado que este nuevo intento de Roosevelt de equilibrar el presupuesto creó la Recesión de 1937.  El 10 de noviembre de 1937, Morgenthau dio un discurso ante la Academia de Ciencias Políticas en Nueva York del Hotel Astor, en la que señaló que la depresión había requerido el gasto deficitario, pero que el gobierno tenía que recortar el gasto para reactivar la economía. En su discurso, dijo:
" Queremos ver a la empresa privada se expanda. ... Creemos que una de las maneras más importantes para conseguir estos fines en este momento es seguir el progreso hacia un equilibrio del presupuesto federal."
Su mayor éxito fue el nuevo programa Seguridad Social, que invierte las propuestas para su financiación de los ingresos generales e insistió en que será financiado por nuevos impuestos a los empleados. Morgenthau insistió en la exclusión de los trabajadores agrícolas y los empleados domésticos de la Seguridad Social porque los trabajadores fuera de la industria no estarían pagando su camino Él cuestionó el valor del gasto deficitario que no habían reducido el desempleo y sólo añadió la deuda.
" Hemos tratado de gastar dinero. Estamos gastando más de lo que hemos pasado antes y no funciona. Y tengo un solo interés, y si me equivoco ... alguien más puede tener mi trabajo. Quiero ver a este país próspero. Quiero ver a la gente a conseguir un empleo. Quiero ver a la gente lo suficiente para comer. Nunca hemos cumplido con nuestras promesas. ... Mejor dicho, después de ocho años de esta Administración que tienen tanto el desempleo como cuando empezamos. ... Y una enorme deuda para arrancar."
Para reducir el déficit abogó por un aumento de los impuestos, sobre todo a los más ricos.
" Nunca hemos comenzado a gravar a las personas en este país la forma en que deben ser ..... no pago lo que debo. La gente de mi clase no lo hacen. Las personas que la padecen deben pagar."

## Refugiados Judíos
Una vez que se enfrentan al Holocausto, los Aliados de la Segunda Guerra Mundial reaccionaron lentamente. En 1943, el Departamento del Tesoro de Morgenthau aprobó en el Congreso Judío Mundial, un plan de rescate de judíos a través del uso de las cuentas bloqueadas en Suiza, pero el Departamento de Estado y el Ministerio de Exteriores británico demoró aún más. Morgenthau y su equipo insistieron en pasar por encima de Departamento de Estado y en última instancia, hacer frente a Roosevelt en enero de 1944. Obtuvo la autorización presidencial de los EE. UU.  para la creación de la Junta de Refugiados de Guerra en enero de 1944. La junta patrocinó la misión de Raoul Wallenberg  a Budapest y permitió que un número cada vez mayor de judíos entrara a los EE. UU. en 1944 y 1945; más de 200.000 judíos fueron salvados de esta manera.
Hurwitz (1991) sostiene que a finales de 1943, el Departamento del Tesoro redactó un informe que pide la creación de una agencia especial de rescate de los judíos europeos. Al mismo tiempo, varios congresistas relacionados con el “Grupo Bergson" (grupo de activistas de Irgún) introdujeron una resolución que también pedía la creación de una agencia de este tipo. El 16 de enero de 1944, Morgenthau presentó a Roosevelt con el informe del Tesoro, y el presidente acordó la creación de la Junta de Refugiados de Guerra (JRG), el primer gran intento de los Estados Unidos para hacer frente a la aniquilación de judíos europeos.
Blum afirma que a mediados de 1944, la Junta de Refugiados de Guerra: "Había comenzado a cumplir con las altas expectativas de Morgenthau, su experiencia en conseguir la junta establecida y en ayudar a supervisar sus operaciones constituido su éxito durante la guerra de la señal de esa fecha en la crianza propósito humanitario en la política exterior estadounidense…"
En cuanto a los mejores alemanes, Morgenthau en un momento en el verano de 1944 sugirió a Roosevelt de que los mejores 50 o 100 alemanes "archicriminales" deben ser tomados después de su captura. Él cambió de opinión y para principios de 1945 propuso ensayos formales.

## El Plan Morgenthau

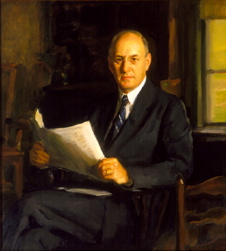
Retrato de Morgenthau

En 1944, Morgenthau propuso el Plan Morgenthau para la posguerra de Alemania, llamando para que Alemania perdiera la industria pesada y la región del Ruhr "no sólo debe ser despojado de todas las industrias existentes en la actualidad, pero de manera débil y controlado que no se puede en un futuro previsible convertido en una zona industrial". Dicho plan también incluía la esterilización en masa de los hombres alemanes menores de 40 años. Lo que hubiera equivalido a la exterminación del pueblo germano. Alemania mantendría sus tierras agrícolas en el este. Sin embargo, Stalin insistió en la frontera Oder-Neisse, que se movió esas zonas agrícolas de Alemania. Por tanto, el plan original Morgenthau tuvo que ser abandonado. Weinberg sostiene, porque era "demasiado blando con los alemanes, no es demasiado difícil como algunos todavía se imaginan."
El 16 de septiembre de 1944 se dio la Segunda Conferencia Quebec, Roosevelt y Morgenthau persuadieron al principio muy reticente al primer ministro británico, Winston Churchill para aceptar el plan Morgenthau, probablemente usando $ 6,000,000,000 para hacer la Ley de Préstamo y Arriendo Churchill optó sin embargo para reducir el alcance de la propuesta de Morgenthau mediante la redacción de una nueva versión del memorando, que terminó siendo la versión firmada por los dos estadistas. La esencia del memorando firmado fue: "Este programa para la eliminación de las industrias de guerra de decisiones en la Ruhr y Saar está a la espera de convertir a Alemania en un país principalmente agrícola y pastoral en su carácter".
El plan enfrentó la oposición en el gabinete de Roosevelt, sobre todo de Henry L. Stimson, y cuando el plan se filtró a la prensa, no hubo críticas públicas por parte de Roosevelt. The President's response to inquiries was to deny the press reports. Como consecuencia de la fuga, Morgenthau se disgustó con Roosevelt por un tiempo.
El ministro de propaganda alemán Joseph Goebbels utilizando el plan de fuga, con cierto éxito, para alentar al pueblo alemán a perseverar en sus esfuerzos de guerra para que su país no se convierta en un "campo de patatas." General George Marshall complained to Morgenthau that German resistance had strengthened. Con la esperanza de obtener que Morgenthau cediera en su plan para Alemania, Roosevelt hijo-en-ley, el teniente coronel Clarence John Boettiger, quien trabajó en el Departamento de Guerra de los Estados Unidos, le explicó a Morgenthau que las tropas estadounidenses habían tenido que luchar durante cinco semanas contra una feroz resistencia alemana para capturar en Aachen, se quejaron a él por el Plan Morgenthau con: "valía treinta divisiones a los alemanes." A finales de 1944, el oponente la elección de Roosevelt, Thomas Dewey, dijo que valió la pena "diez divisiones"; Morgenthau se negó a ceder..
El 10 de mayo de 1945, Truman firmó la ocupación directiva de EE. UU. JCS 1067. Morgenthau dijo a su personal que era un gran día para el Tesoro, y que esperaba que "alguien no lo reconoce como el Plan Morgenthau." La Directiva, que estuvo en vigor durante más de dos años dirigido a las fuerzas de ocupación de Estados Unidos para "... dar ningún paso mirando hacia la rehabilitación económica de Alemania".
En la Alemania ocupada Morgenthau dejado un legado directo a través de lo que en OMGUS comúnmente fueron llamados "chicos Morgenthau". Estos fueron los funcionarios del Tesoro EE. UU. quien el general Dwight D. Eisenhower había "prestado" al Ejército de ocupación. Estas personas aseguraron que JCS 1067 fue interpretada tan estrictamente como sea posible. Eran de lo más activo en los primeros meses cruciales de la ocupación, pero continuaron sus actividades durante casi dos años después de la renuncia de Morgenthau, a mediados de 1945, y algún tiempo después, de su líder, el coronel Bernard Bernstein, quien fue "el repositorio del espíritu Morgenthau en el ejército de ocupación".  Renunciaron cuando, en julio de 1947, JCS 1067 fue reemplazado por JCS, que en lugar subrayó que "un ordenanza, Europa próspera requiere las aportaciones económicas de una Alemania estable y productiva." El legado de Morgenthau era también visto en los planes para preservar el desarme alemán al reducir significativamente el poderío económico alemán.
En octubre de 1945, Morgenthau publicó un libro titulado  Alemania es nuestro problema  en el que describe y motiva el plan Morgenthau con gran detalle. Roosevelt había concedido la noche antes de su muerte permiso para el libro, cuando come con Morgenthau en Warm Springs. Morgenthau había pedido a Churchill el permiso para incluir también el texto del memorando "pastoralization" entonces todavía secreta firmada por Churchill y Roosevelt en la Segunda Conferencia de Quebec, el permiso fue negado. En noviembre de 1945 General de Dwight D. Eisenhower, el gobernador Militar de la Zona de ocupación Americana, aprobó la distribución de 1000 ejemplares gratuitos del libro a funcionarios militares estadounidenses en la Alemania ocupada. El historiador Stephen Ambrose llega a la conclusión de que, pese a las afirmaciones posteriores de Eisenhower que el acto no era una aprobación del plan de Morgenthau, Eisenhower tanto aprobaba el plan y había dado previamente Morgenthau, al menos, algunas de sus ideas sobre la forma en que Alemania debería ser tratada.
Después de su dimisión, junto con otras personalidades como la ex primera dama, Eleanor Roosevelt, Morgenthau se mantuvo durante varios años como miembro activo del grupo que hizo campaña por una "paz dura" para Alemania.

## Bretton Woods
Morgenthau fue participante líder en la Naciones Unidas Conferencia Monetaria y Financiera, que se estableció en los Acuerdos de Bretton Woods, el Fondo Monetario Internacional y el Banco Internacional de Reconstrucción y Fomento (el Banco Mundial).

## Más tarde la carrera y legado
Morgenthau renuncia a mitad de 1945, cuando Truman se convierte en Presidente y el consejo de Morgenthau no era ya buscado. Después se dedicó a trabajar en organizaciones filantrópicas judías, también se convirtió en asesor financiero de Israel. Tal Shahar, un israelí moshav (comunidad rural) cerca de Jerusalén, creada en 1948, fue nombrada en su honor (Morgenthau que significa "rocío de la mañana" en Idioma alemán, y lo mismo ocurre con el Idioma hebreo  "Tal Shahar").
Morgenthau donó su diario de 840 volúmenes al Biblioteca y Museo Presidencial de Franklin D. Roosevelt. Morgenthau muere en Poughkeepsie, en el año de 1967. Su hijo Robert M. Morgenthau fue Fiscal de distrito (Estados Unidos) de Nueva York desde 1975 al 2009.
El 378 pie (115 m) la Guarda costa de Estados Unidos Morgenthau es nombrada en su honor.

## Otra información
Siendo Secretario del Tesoro, Morgenthau fue la primera persona en la Ley de sucesión Presidencial desde el 27 de junio al 3 de julio de 1945, entre la renuncia del Secretario de Estado Edward Stettinius y el Senado de los Estados Unidos confirmación de James F. Byrnes para ser el sucesor. El Presidente Truman murió, renunció o fue removido de su cargo durante siete días, Morgenthau se habría hecho el presidente interino de los Estados Unidos hasta el final del mandato presidencial en 1949.